# História pública por país
A história pública por país trata do estudo do desenvolvimento da história pública nos diferentes contextos nacionais. Desde a criação do conceito de história pública nos Estados Unidos em 1976, essa tem se espalhado para diversos países em todos os continentes. Sobretudo a partir da década de 1990, passa a se tornar um fenômeno internacional, antes limitado aos países anglófonos. Em 2011 é criada a Federação Internacional de História Pública, que promove o desenvolvimento dos estudos e práticas de história pública em mais países do mundo. Como a história pública tem seu conceito ligado sobretudo às diferentes práticas que a constituem, em cada país a ela se define de diferentes formas, e se caracteriza pelas diferentes práticas.

## África

### África do Sul

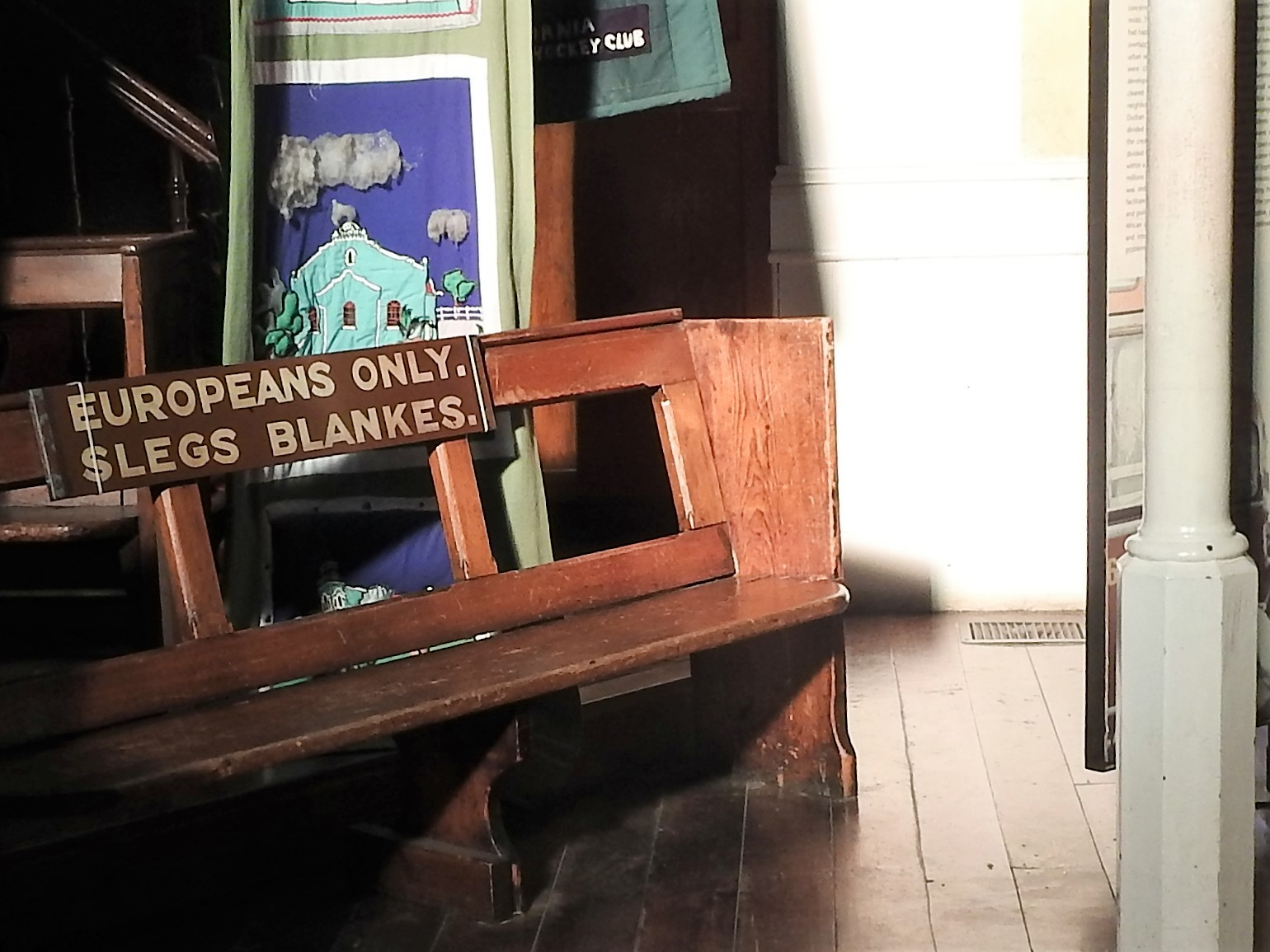
Banco exposto no Museu do Distrito Seis na Cidade do Cabo, onde se lê: "Apenas europeus. Apenas brancos."

As origens da história pública na África do Sul remontam as décadas de 1970 e 1980, sobretudo dentro de um contexto universitário de resistência ao Apartheid.  Em 1977, foi criado o curso intitulado "Oficina de História" na Universidade de Witwatersrand em Joanesburgo, com fortes influências teóricas da história social marxista, que promoveu pesquisas sobre as histórias de trabalhadores sul-africanos através de técnicas de história oral, promoveu datas comemorativas relacionadas à diversidade das culturas africanas nas universidades e produziu materiais em linguagem de fácil acesso. Igualmente importante para o desenvolvimento da história pública na África do Sul, foi a organização de uma fundação, em 1989 na Cidade do Cabo, em cooperação com historiadores da Universidade de Western Cape, de preservação da memória do Distrito Seis, bairro da cidade onde residiam muitos alforriados e que foi destruído em 1966 pelo governo sul-africano por não enquadrar-se nos planos de segregação racial da política de Apartheid, removendo mais de 60 mil pessoas de suas casas no distrito. Nos anos seguintes, a fundação criou o Museu do Distrito Seis, com o intuito de resgatar e proteger a memória do lugar, e servir como mecanismo contra as distorções históricas acercas do período do Apartheid.
O curso "Oficina de História" e a fundação do Museu do Distrito Seis são tidos pelos pesquisadores do campo como o início da história pública na África do Sul. Eles são exemplos do engajamento social dos historiadores sul-africanos neste período, tendo como base os princípios da participação democrática e a oposição à segregação racial simbolizada pelo governo do Apartheid.
A partir de 1994, com a redemocratização do país, discussões sobre patrimônio passaram a ser centrais no processo de formação de uma nova identidade nacional sul-africana, através de uma ampla iniciativa do governo na construção de museus, monumentos, arquivos, bibliotecas e instituições voltadas para a afirmação do valor e da dignidade da população negra do país, sob um ideal de reconciliação. Paradoxalmente, o desinteresse pela disciplina História aumentou durante este mesmo período, sobretudo nos cursos de graduação no país, conforme relatos de diversos historiadores sul-africanos ao longo da década de 1990. Neste sentido, durante os primeiros anos da democracia, as políticas patrimoniais de Estado passaram a ocupar um espaço que a história escrita nas universidades sul-africanas não ocupava. Dessa forma, a partir da década de 1990, a divisão e competição entre história e patrimônio passou a definir o cenário da história pública no país.
A partir da presidência de Thabo Mbeki, que sucedeu Nelson Mandela em 1999, e ao longo de toda a década seguinte, se inicia a chamada renascença africana na África do Sul, um movimento político e intelectual que tinha como intenção dar destaque positivo à africanidade nas diversas esferas da sociedade, valorizando a cultura africana no país muito além da luta anti-apartheid. Na esfera patrimonial, isso implicou no crescimento de estudos de história oral e da documentação das formas de conhecimento sobre o ambiente, valores espirituais, costumes, símbolos e línguas próprios das diferentes comunidades africanas do país.
A partir da década de 1990, passou a haver, por parte de amplos setores da historiografia sul-africana uma diminuição, ou mesmo negação, da importância das políticas patrimoniais no país, considerando-as como uma história de baixa qualidade, feita por amadores. Para esses estudiosos, a história era um estudo cuidadoso do passado, enquanto que o estudo patrimonial seria apenas a preservação e recriação do passado, muitas vezes vinculados a interesses comerciais do setor turístico ou do Estado. Apesar disso, a partir da segunda metade da década de 2000, houve um crescimento da participação de historiadores em projetos de história pública em parceria com Conselho Nacional de Patrimônio, sobretudo coletando relatos de história oral relacionados ao Apartheid e à crise do vírus HIV no país.

## América

### Brasil

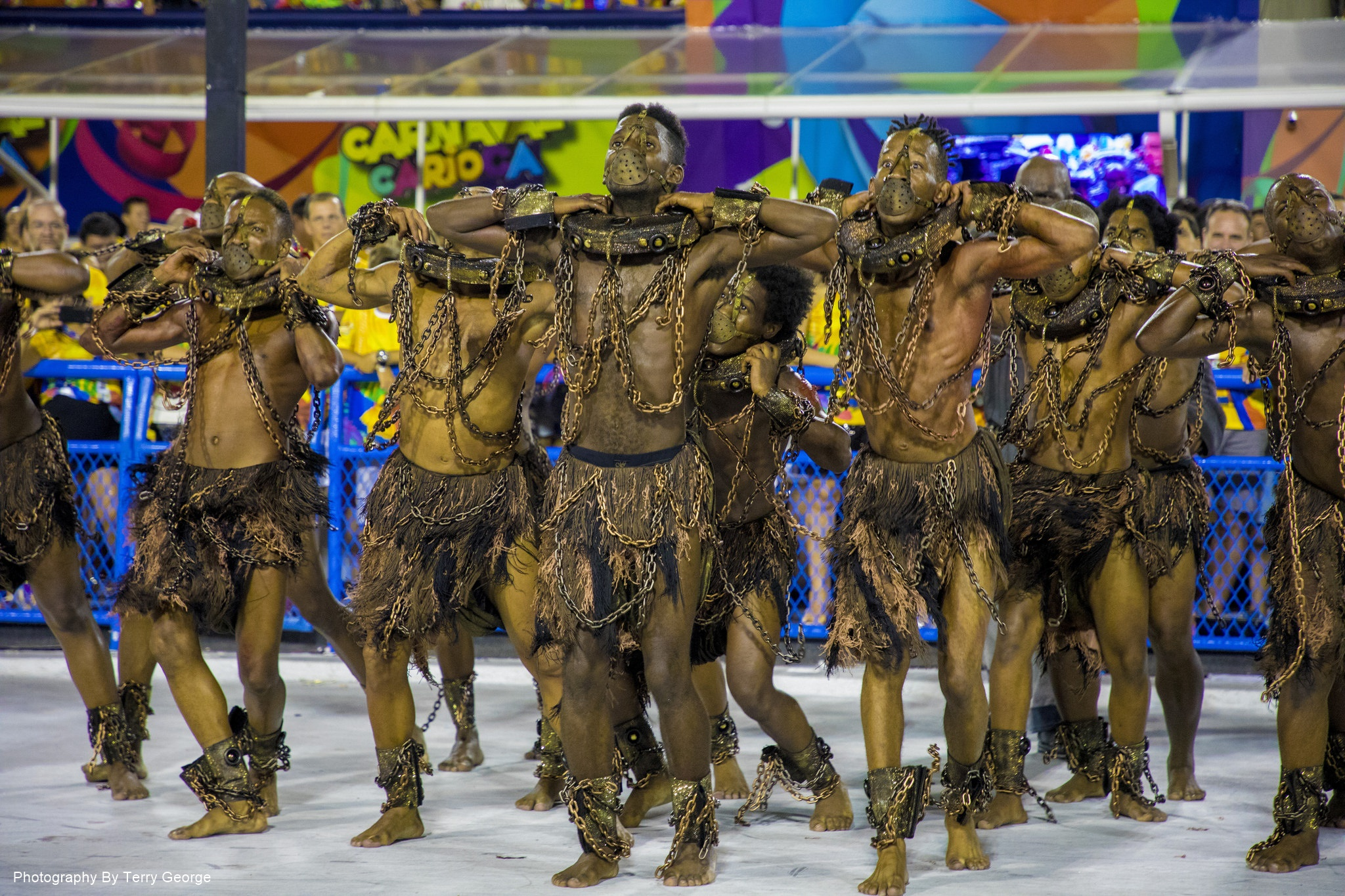
Apresentação do samba-enredo "Meu Deus, Meu Deus, Está Extinta A Escravidão?", pela escola Paraíso do Tuiuti, no Carnaval do Rio de Janeiro de 2018.

Desde a década de 1990, no Brasil, a expressão história pública aparece em trabalhos voltados ao estudo da história oral, da memória, dos museus, do patrimônio histórico e da história do tempo presente. Porém, o "Curso de Introdução à História Pública", realizado na Universidade de São Paulo em 2011, é considerado o marco inicial do tema no país. O curso centrava-se em assuntos como a história oral, as representações históricas em materiais audiovisuais, os princípios básicos do trabalho em arquivo, as formas de divulgação científica de conteúdos históricos, e a confecção de conteúdo histórico para programas de rádio e podcasts. Em linhas gerais, privilegiava-se uma história feita tendo o público como um ponto de partida, buscando explorar as ferramentas necessárias para a incorporação do historiador em um amplo mercado de trabalho e promoção de material historicamente referenciado nas diversas mídias existentes. Também em 2011, Juniele Rabêlo de Almeida e Marta Gouveia de Oliveira Rovai lançaram Introdução à História Pública, pensando a história pública como uma possibilidade de difundir o conhecimento histórico produzido em instituições de pesquisa para amplas audiências por meio de arquivos, jornais, revistas, programas de rádio, editoras, museus, organizações governamentais, entre outros.
O aumento do interesse em história pública no Brasil na década de 2010 é associado, por alguns autores, ao crescimento da demanda social por história e memória em um contexto de pós-redemocratização. São comumente apresentadas como respostas a essa demanda a criação da Comissão Nacional da Verdade, em 2011, e a expansão o número de livros, revistas, filmes e documentários de caráter histórico produzidos para serem consumidos por um público mais amplo. Igualmente importante para o desenvolvimento do interesse em história pública no Brasil foi a discussão sobre a regulamentação da profissão de historiador, encaminhada por meio do Projeto de Lei 4699/2012, enviado pelo senador Paulo Paim em 2012.
A preocupação de parcela significativa de historiadores brasileiros com a legitimidade e o rigor de muitas das produções de livros de divulgação histórica que surgiam e se popularizavam durante as décadas de 1990 e 2000, e também a falta de preparação técnica por parte dos historiadores para produzir materiais acessíveis a um público maior, foram os principais elementos que incentivaram a criação dos primeiros eventos e simpósios sobre história pública no Brasil. Em 2012, realizou-se o 1º Simpósio Internacional de História Pública e, no mesmo ano, fundou-se a Rede Brasileira de História Pública, que passou a organizar o bienal Simpósio Internacional de História Pública, além de promover a publicação de livros que incentivem a discussão sobre história pública no contexto brasileiro. Em 2019, foi inaugurado o primeiro curso de Mestrado em história pública no país, na Universidade Estadual do Paraná.
Uma das discussões levantadas pela história pública no país é a da disputa pela herança memorialística de movimentos sociais como no caso do antigo Partido Comunista Brasileiro.

### Estados Unidos

Prédio da Universidade da Califórnia em Santa Bárbara, considerada o lugar de origem da história pública estadunidense.

A história pública teve início nos Estados Unidos em meados da década de 1970, como uma resposta ao número crescente de desempregados entre os formados no curso de história, em particular no estado da Califórnia. Com a limitação nas vagas para professores em universidades, diversos historiadores passaram a ser empregados em sociedades históricas, museus, agências governamentais, empresas privadas e demais campos não-universitários. Muitos desses historiadores organizaram congressos e conferências daquilo que chamaram de história pública, um movimento que cresceu gradualmente ao longo da década de 1970. Importante marco para a história pública estadunidense foi a criação do periódico The Public Historian, em 1978, sob financiamento da Fundação Rockefeller. O periódico inicialmente foi publicado pela editora da Universidade da Califórnia em Santa Bárbara, passando em 1981 para as mãos da University of California Press, mesmo ano em que a revista se tornou publicação oficial do Conselho Nacional de História Pública.
Em suas primeiras três décadas, entre 1970 e 2000, a preocupação da história pública estadunidense com a empregabilidade do historiador no espaço público foi contestada por muitos setores da historiografia, sobretudo por pesquisadores vinculado à história oral, que criticavam as relações de periódicos importantes como o Public Historian com o governo estadunidense através do Escritório do Historiador do Departamento de Estado dos Estados Unidos, com bancos como o Wells Fargo e com o exército através da Central do Exército dos Estados Unidos de História Militar. O argumento principal defendido por esses profissionais era que estas parcerias acabariam por corporativizar a profissão, limitando o campo de ação do historiador.
Durante a década de 2010, a história pública nos Estados Unidos se encontrava organizada sobretudo dentro das universidades e coordenada nacionalmente pelo Conselho Nacional de História Pública com mais de 50 programas de pós-graduação em história pública listados. O campo de ação dos historiadores públicos no contexto estadunidense se dá sobretudo através de parcerias entre as universidades e organizações responsáveis por gerenciar lugares de memória como museus, prédios históricos, parques nacionais, havendo portanto forte ligação da história pública com a preservação e o estudo do patrimônio.

## Ásia

### China
A história pública na China começou a ser estudada com esse nome a partir da primeira década do século XXI, entretanto, práticas que podem ser consideradas características da história pública são apontadas por alguns autores como existindo desde o final do século XIX, na chamada revolução historiográfica chinesa após a derrota na Guerra Sino-Japonesa. Neste período, os intelectuais do país se voltaram para a escrita histórica com o objetivo de construir um nacionalismo chinês baseado no sentimento antijaponês. Este processo, sobretudo durante o período republicano chinês, incluía diversas práticas voltadas ao público, como leituras de documentos históricos, teatros baseados em eventos históricos e a narração de histórias populares da literatura chinesa.
Outro aspecto importante dos antecedentes da história pública chinesa foi a política governamental em relação aos museus e aos patrimônios históricos do país ao longo da segunda metade do século XX. Em 1949, quando o Partido Comunista Chinês assumiu o poder, existiam apenas 25 museus na China, e muitos deles foram queimados ou tiveram suas coleções dispersas durante a Revolução Cultural. No entanto, a partir de 1978, com o processo de urbanização e com as políticas de reforma e abertura do governo, uma grande onda de fundação de museus ocorreu por todo o país. Nas décadas de 1980 e 1990, houve ainda um grande processo de demolição de patrimônios históricos sob a premissa da modernização do espaço urbano. Todos estes eventos tiveram influência direta nas discussões sobre o passado cultural e histórico na China durante a primeira década do século XXI, quando surge um novo movimento de interesse sobre o passado, com políticas públicas voltadas para a fundação de museus e a revitalização de localidades históricas das cidades chinesas.
Em 2006, o historiador Yi Zhongtian produziu um programa na Televisão Central da China sobre o período dos Três Reinos (<品三国>) em um quadro chamado "Sala de Aula" (<百家讲坛>). O programa, marco importante do desenrolar da história pública na China, se tornou altamente popular entre os fluentes do chinês, e não apenas levou a produção de uma série de programas sobre história, como também incentivou o debate teórico sobre a cultura histórica chinesa para a comunidade acadêmica do país. Ao longo da década de 2010, com a popularização das discussões sobre história popular, diversos historiadores passaram a discutir também a teoria da história pública, processo que incluía a fundação de instituições voltadas à práticas de história pública, além de diversos eventos e oficinas sobre o assunto.

### Rússia
A história pública no contexto russo se iniciou como um campo de estudos a partir da década de 2000. No entanto, historiadores russos consideram como o marco inicial da história pública no país o ano de 1987, quando, dentro da política de glasnost durante o governo de Mikhail Gorbachev, iniciou-se uma larga série de publicações de periódicos para o público geral, que exploravam eventos e temas considerados sensíveis na historiografia soviética, como o Grande Expurgo e o número de mortos durante a Segunda Guerra Mundial. Estima-se que no ano de 1988, pelo menos 65 milhões de exemplares destes periódicos circularam na Rússia.
A partir da dissolução da União Soviética e a criação da Federação Russa, na década de 1990, a historiografia russa passou por uma série de mudanças e conflitos internos, sobretudo em relação à memória do período soviético. A história pública no país esteve ligada neste instante principalmente ao campo da educação, uma vez que o ensino de história no país passou a ter um caráter essencial no contexto do novo regime político. Durante o governo de Vladimir Putin, a partir de 2000, houve uma forte influência do Estado sobre a atuação dos historiadores e o ensino de história nas escolas, com a promoção de determinadas interpretações da história por razões políticas.
Em 2012, foi inaugurado o primeiro Mestrado em história pública no país, na Escola de Ciências Econômicas e Sociais de Moscou.

## Europa

### Alemanha
O surgimento da história pública na Alemanha se deu a partir do início da década de 1990, atrelado aos estudos de memória que se popularizavam dentro do campo da didática da história. Em 2005, o primeiro mestrado em história pública no país foi inaugurado na Universidade Livre de Berlim, com apoio do Centro de História Contemporânea em Potsdam, inspirado diretamente pelo modelo estadunidense de história pública. Este, assim como outros programas fundados mais tarde, tinham como enfoque a formação dos estudantes para atuar em museus, na mídia, em memoriais, fundações e corporações. Uma polêmica dentro da história pública alemã foi a criação na década de 2000 de agências privadas de pesquisa histórica voltadas para a escrita das histórias de empresas e organizações, o que foi encarado por alguns historiadores como uma comercialização do ofício do historiador. Dois periódicos específicos sobre história pública passaram a ser publicados no país, o Public History Weekly, a partir de 2013, e o International Public History, inaugurado em 2018.
No contexto nacional alemão, há ainda um problema de definição entre a história pública e o que é chamado de história aplicada (applied history). O conceito de história aplicada surge de forma contemporânea ao conceito de história pública nos Estados Unidos, com a única diferença de que enquanto a história pública focava no treinamento de historiadores para a atuação fora das universidades e sobretudo no setor privado, a história aplicada trataria da utilização do conhecimento histórico no setor de políticas públicas. No entanto, ao longo dos anos, o termo história aplicada passou a ser menos utilizado e em muitos contextos nacionais foi mesmo substituído pelo termo história pública. Na Alemanha, apesar da proeminência das pesquisas em história pública, alguns autores têm defendido que a história pública e a história aplicada devem ser consideradas campos separados, mas complementares. Esses autores propõem que a história pública apresenta a história para o público através da produção de documentários, jogos, etc, enquanto a história aplicada apresenta a história com o público, com o historiador servindo como curador e moderador de projetos engajados diretamente com o público.

### Grã-Bretanha
As discussões daquilo que se entende por história pública na Grã-Bretanha tiveram início nas décadas de 1970 e 1980 com os debates sobre patrimônio e memória levantados pelos chamados historiadores das paisagens, tendo como principal figura David Lowenthal, autor do livro O passado é um país estrangeiro. A história pública na Grã-Bretanha, ao contrário do que aconteceu em outros contextos nacionais, teve sua origem não nas discussões de história oral ou de história comunitária, mas sim nas dos historiadores e geógrafos com influência proustiana. A história pública praticada por esses pesquisadores esteve focada sobretudo nas relações dos indivíduos com o passado através do espaço, além de levantar questões sobre memória e a forma como se adquirem as noções de passado. Durante a década de 1980, no governo de Margaret Thatcher, houve um amplo debate acerca das relações entre memória e patrimônio, principalmente sobre a necessidade de preservar patrimônios históricos frente aos interesses do capital privado. A tensão entre os interesses do capital privado e a preservação de patrimônios históricos, junto com a crítica à falta de mediação do Fundo Nacional para Locais de Interesse Histórico ou Beleza Natural da Grã-Bretanha, marcaram as publicações desse período.
Na década de 1990, autores como Raphael Samuel, aproximaram a discussão sobre história púbica à história popular e à história oral, defendendo a memória e o conhecimento tradicional das populações marginalizadas da sociedade britânica, sobretudo da classe trabalhadora das metrópoles, como também sendo um tipo de patrimônio que deveria ser preservado. Em finais da década de 1990, com o diálogo junto a iniciativas de história pública produzidas nos Estados Unidos e na Austrália, diversos projetos começaram a ser desenvolvidos na Grã-Bretanha trabalhando com a memória de diferentes grupos e indivíduos da população britânica. Em 1996 foi criado o primeiro mestrado em História Pública na Inglaterra, no Ruskin College, universidade em que Raphael Samuel atuava, com enfoque no estudo da memória popular e da história visual. Em 1997 a revista Oral History lançou uma sessão própria para história pública, preocupada com questões como migração, novas tecnologias e os usos e as representações da história oral.
A herança das discussões sobre patrimônios imateriais, juntamente com as influências australianas na forma de se praticar história pública no Ruskin College, produziram uma história pública na Grã-Bretanha no século XXI com ênfase na figura do historiador não como um prestador de serviços, mas como um mediador entre a memória e a comunidade, visando o acesso amplo das pessoas às suas próprias histórias.

## Oceania

### Austrália
A história pública na Austrália surgiu ao final da década de 1980 e início da década de 1990, e tomou já de início inspirações radicais extremamente ligadas ao engajamento político, sendo caracterizada, em parte, por sua crítica às práticas estadunidenses de história pública. Os historiadores australianos consideravam a história pública feita nos Estados Unidos demasiadamente ligada aos interesses do governo estadunidense por causa de suas parcerias, limitando a possibilidade do historiador de questionar o governo e reivindicar mudanças sociais. Apesar disso, as práticas australianas e estadunidenses tem como característica em comum a preocupação com a empregabilidade dos historiadores fora da universidade.
Na década de 1970, ocorreu o projeto de revitalização da área histórica de The Rocks, em Sydney, liderado pelo governo da Nova Gales do Sul, considerado um dos marcos iniciais da história pública no país.  A localidade The Rocks foi uma das primeiras a serem estabelecidas na época da fundação de Sydney e é conhecida por abrigar desde o final do século XIX os trabalhadores das docas da cidade. O projeto consistia na remoção das pessoas que viviam no local para a construção de um novo distrito comercial na cidade, o que gerou uma série de protestos com a participação de diversos historiadores australianos. A partir disso iniciou-se uma campanha de discussão da memória e da identidade da cidade de Sydney, e a importância daquela área para a história da cidade. A campanha em favor do The Rocks serve como marco da história pública e dos estudos patrimoniais na Austrália, justamente pelo envolvimento dos historiadores de forma direta com o público, entrevistando os moradores e pesquisando a história do local de forma a apoiar a causa social daquelas pessoas.
Ao longo da década de 1970, movimentos comunitários como o de The Rocks conseguiram pressionar para a aprovação de uma série de medidas conhecidas como Green Bans, que impunham limites a projetos similares de redesenvolvimento, principalmente em relação à garantia do governo de Nova Gales do Sul de que os habitantes locais seriam realojados na área. Em 1975, um acordo foi feito entre a comunidade de The Rocks e o governo e as proibições impostas pelos Green Bans foram suspensas no distrito, sob a premissa de que alguns dos edifícios existentes na área deveriam ser mantidos, conservados e restaurados.
Na década de 1990, foi criada a Professional Historians' Association (PHA), associação de historiadores que tem por objetivo exercitar a formação histórica e oferecer os serviços dos historiadores formados ao público em geral, em uma perspectiva de história pública enquanto carreira. Em 1992 foi criada pela PHA a revista Public History Review, publicação que busca alinhar a história pública com a história comunitária, também chamada de história local em alguns contextos.  Outra organização australiana importante na produção de história pública é a Australian Centre for Public History, organização ligada à Universidade de Tecnologia de Sydney, fundada em 1998, que estimula eventos e discussões sobre história pública e incentiva a criação de cursos de pós-graduação na área.

### Nova Zelândia
Na Nova Zelândia, o termo história pública começou a ser usado a partir da década de 1990, concentrado nas discussões dos membros da Professional Historians' Association of New Zealand/Aotearoa (PHANZA), associação nacional que representa historiadores dentro e fora das universidades. No começo da década de 2000, a Universidade Victoria de Wellington passou a oferecer Mestrado em História Pública, e em 2009 foi fundado na Universidade de Waikato um Centro de História Pública, com o intuito de facilitar e promover projetos de história pública na Nova Zelândia.
As discussões acerca da história pública no país, apesar de em muitos aspectos serem similares e contemporâneas às discussões ocorridas na Austrália, tem como um de seus principais assuntos e dilemas a questão do biculturalismo da Nova Zelândia, e a reconciliação e coexistência entre a população maori e os neozelandeses não nativos. A partir do fim da década de 1980, com o Tratado de Waitangi, organizações governamentais, universidades e diversas instituições do país passaram a estudar os problemas históricos decorridos da colonização britânica, e buscaram promover a língua e os valores culturais maoris, de forma a reconciliar as diferentes populações que habitavam a Nova Zelândia. Nesse sentido as discussões de história pública no país têm uma forte ligação com os estudos pós-coloniais, buscando pensar iniciativas de história pública que levem em conta a perspectiva própria dos maoris sobre o seu passado.

### Artigos científicos
- Li, Na (2017). «Some Patterns of Making Public History in China». Public History Weekly (em inglês). 5 (35). Cópia arquivada em 5 de fevereiro de 2019.

- Meng, Jiang (2018). «The Background, Development and Problems of Public History in China». International Public History (em inglês) (17): 1-4. Cópia arquivada em 13 de fevereiro de 2019.

- Morgan, George (1991). «History on the Rocks». Australian Historical Studies (em inglês): 78–87. Cópia arquivada em 13 de fevereiro de 2019

- Nießer, Jacqueline; Tomann, Juliane (2018). «Public and Applied History in Germany - Just Another Brick in the Wall of the Academic Ivory Tower?». Public Historian (em inglês). 40 (4): 11-27. Cópia arquivada em 13 de fevereiro de 2019.

- Sheehan, Mark (2018). «Māori History and a Sense of Place». Public History Weekly. 6 (1). Cópia arquivada em 13 de fevereiro de 2019.

- Wells, Julia C. (2017). «'deep wounds… left… in hearts and minds': South African Public History». Public History Review (em inglês). 24: 1-21. Cópia arquivada em 13 de fevereiro de 2019.

### Livros
- Coombes, Annie E. (2003). History After Apartheid: Visual Culture and Public Memory in a Democratic South Africa. Duke: Duke University Press. ISBN 9780822330608

- Ferreira, Rodrigo de Almeida (2018). «Qual a relação entre a história pública e o ensino de história?». In:  Mauad, Ana Maria; Borges, Viviane Trindade; Santhiago, Ricardo. Que história pública queremos? What public history do we want?. Que história pública queremos? What public history do we want?. São Paulo: Letra e Voz. ISBN 9788593467165

- Khodnev, Alexander (2018). «The Future of Public History - What Shall We Teach Perspectively: The Russian Situation». In:  Demantowsky, Marko. Public History and School: International Perspectives (em inglês). [S.l.]: Walter de Gruyter. ISBN 3110463687

- Santhiago, Ricardo (2016). «Duas palavras, muitos significados: Alguns comentários sobre a história pública no Brasil». In:  Mauad, Ana Maria; Almeida, Juniele Rabêlo de Almeida; Santhiago, Ricardo. História pública no Brasil: Sentidos e itinerários. História pública no Brasil: Sentidos e itinerários. São Paulo: Letra e Voz. ISBN 9788593467165

- Liddington, Jill (2011). «O que é história pública?». In:  Almeida, Juniele Rabêlo de; Rovai, Marta Gouveia de. Introdução à História Pública. São Paulo: Letra e Voz. ISBN 9788562959110

- Santhiago, Ricardo (2018). «Pode-se falar de uma história pública brasileira?». In:  Mauad, Ana Maria; Borges, Viviane Trindade; Santhiago, Ricardo. Que história pública queremos? What public history do we want?. Que história pública queremos? What public history do we want?. São Paulo: Letra e Voz. ISBN 9788593467165

### Documentos
- Brookhart, Debra (2000). National Council on Public History Records, 1977-2002 (Relatório) (em inglês). Indianapolis: IUPUI Library. pp. 1–11. Cópia arquivada em 13 de fevereiro de 2019

### Teses e Dissertações
- Faria, Fabiano Godinho (2008). Ação, tradição e organização: A evolução do conceito de partido do PCB ao PCBR, ALN e PCdoB. (1962-1979) (PDF) (Tese de Doutorado). UFF. Cópia arquivada (PDF) em 4 de junho de 2019

### Páginas da Web
- Carvalho, Bruno Leal de (2017). «História Pública: uma breve bibliografia comentada». Café História. Consultado em 12 de setembro de 2018. Cópia arquivada em 13 de fevereiro de 2019

- Carvalho, Bruno Leal de (2019). «Seleção para o primeiro mestrado em história pública do país já tem data». Café História. Consultado em 6 de fevereiro de 2019. Cópia arquivada em 13 de fevereiro de 2019

- New South Wales Government (1977). «Heritage Act 1977» (PDF). New South Wales Government. Consultado em 17 de setembro de 2018. Cópia arquivada (PDF) em 13 de fevereiro de 2019

- Rede Brasileira de História Pública (2012). «Site da Rede Brasileira de História Pública». Cópia arquivada em 13 de fevereiro de 2019

- Swarbrick, Nancy (2014). «Public history - What is public history?». Te Ara - the Encyclopedia of New Zealand. Cópia arquivada em 13 de fevereiro de 2019

- The Rocks (2015). «History and Heritage» (em inglês). Consultado em 17 de setembro de 2018. Cópia arquivada em 13 de fevereiro de 2019